# Waterloo Bridge
Waterloo Bridge är en bro över Themsen i London mellan Blackfriars Bridge och Hungerford Bridge. Minnet av den brittiska segern över Napoleon vid Waterloo 1815 har givit namn åt bron. Tack vare att bron är placerad där floden kröker skarpt, har man en fantastisk vy över London. 

## Paraplymordet
1978 mördades den bulgariske dissidenten Georgi Markov på Waterloo Bridge. Han träffades av en kula innehållande ricin, avfyrad från ett paraply av en agent från den bulgariska säkerhetstjänsten. Markov avled fyra dagar senare.